# Toni Kolehmainen
Toni Kolehmainen (Oulu, 20 juli 1988) is een Finse voetballer, die speelt als defensieve middenvelder.
Voordat hij naar AZ ging speelde Kolehmainen voor AC Oulu in Oulu, Finland. Ook heeft hij in de jeugdopleiding van Blackburn Rovers gespeeld in het seizoen 2004-2005. Bij AZ werd in het seizoen 2008-2009 bekend dat hij werd toegevoegd aan de A-selectie van de club.
Zijn debuut voor AZ maakte Kolehmainen in de wedstrijd om de KNVB beker tegen Achilles '29 op 21 januari 2009. In de zomer van 2009 keerde hij terug bij AC Oulu. In 2010 vertrok hij naar TPS Turku. Vanaf 2012 speelde hij bij Hønefoss BK in Noorwegen. In april 2015 maakte hij de overstap naar HJK Helsinki. Eind 2016 liep zijn contract af en in februari 2017 vond hij in het Poolse Wisła Puławy, dat uitkomt in de I liga, een nieuwe club tot het einde van het seizoen.

## Interlandcarrière
Zijn debuut voor het Fins voetbalelftal maakte Kolehmainen op 22 januari 2012, toen Finland in een vriendschappelijke interland met 3-2 won van Trinidad en Tobago. Van bondscoach Mixu Paatelainen mocht de defensieve middenvelder 90 minuten meespelen. Andere debutanten in dat duel namens Finland waren Mikko Sumusalo (HJK Helsinki), Ilari Äijälä (FC Honka), Joni Kauko (FC Inter Turku) en  Akseli Pelvas (HJK Helsinki).

## Erelijst
AZ
- Nederlands landskampioen

2009
 TPS Turku
- Suomen Cup

2010
- Liigacup

2012